# Municipio Guaraque
El Municipio Guaraque es una de los 23 delimitaciones territoriales del Estado Mérida en Venezuela. Tiene una superficie de 546 km² y según estimaciones del INE su población para 2010 será de 11 145 habitantes. Su capital es la población de Guaraque. El municipio está dividido en tres parroquias, Mesa de Quintero, Río Negro y Guaraque.
La agricultura constituye la principal actividad económica del municipio, con cultivos orientados mayoritariamente a la producción de café, apio, cambur, caña de azúcar, papa y diversas hortalizas. Estas actividades agrícolas representan la base del sustento local y están determinadas por las condiciones climáticas y geográficas de la zona.
Paralelamente, existe un sector ganadero enfocado principalmente en la producción de leche, complementando así el sistema agropecuario del municipio.
A pesar de ser uno de los municipios que registra menores índices de desarrollo humano en el país —circunstancia atribuida en parte a su carácter eminentemente rural—, cuenta con un sector comercial medianamente desarrollado, conformado por tiendas locales que satisfacen las necesidades básicas de la población. Además, dispone de al menos un ambulatorio.

## Historia
El 23 de abril de 1653, Don Salvador Fernández de Rojas funda a Guaraque como pueblo de encomienda. Su nombre significa "gente aguerrida" por el carácter belicoso de los aborígenes que allí habitaban. El 25 de junio de 1824, fue elevado a parroquia civil y en junio de 1884 se erigió a parroquia Eclesiástica bajo la advocación de Santa Bárbara.
El Municipio Guaraque estuvo vinculado al antiguo distrito Rivas Dávila (hoy Municipio Rivas Dávila) desde 1904 cuando era una de las parroquias foráneas de ese distrito, luego en 1984 se transforma en Municipio Autónomo Guaraque conformado por los Municipios Foráneos Mesa de Quintero y Río Negro, en 1992 se modifica mediante ley político territorial quedando como Municipio Guaraque integrado por las parroquias Mesa de Quintero, Quebrada Seca Río Negro y Guaraque. La celebración más popular del municipio son las fiestas de Santa Bárbara que se realizan desde el 23 de noviembre hasta el 4 de enero.
Para el 14 de diciembre de 2017, el alcalde electo Rosmel Sánchez se juramentó ante la Asamblea Nacional Constituyente.

## Geografía
Es una región montañosa ubicada en Los Andes venezolanos, parte del municipio se encuentra protegida por el parque nacional Páramos Batallón y La Negra. Los ríos Negro, Guaraque y El Molino son los principales cursos de agua del municipio creando un valle que se eleva sobre los 1.500 metros de altitud, sin embargo la mayor parte del territorio se encuentra sobre los 2.000 m s. n. m., llegando a una altura máxima de 3.532 metros de altitud.

## Geología
Su territorio se encuentra sobre la Formación geológica de Mucuchachí, unidad considerada del Carbonífero Superior-Pérmico Inferior; La Compañía Shell y Creole señalaron la Formación Mucuchachí con extensión desde el Ordovícico hasta el Carbonífero, aspecto en el que difieren autores. Se compone de una secuencia de pizarras laminadas y pizarras limosas, de color negro a gris verdoso, carbonosas y en parte filíticas, con buen clivaje; es común la presencia de pirita, la cual frecuentemente reemplaza a los fósiles. Con las pizarras se intercalan delgadas franjas de areniscas impuras, laminadas, duras, de color claro, las cuales localmente muestran desarrollos masivos (cuarcitas). Se ha distinguido la facies aricagua o cases con cuarcitas, conglomerados y calizas. Las compañías Shell y Creole, estimaron un espesor promedio de 5000 m.

## Parroquias
1. Parroquia Guaraque (Guaraque)
2. Parroquia Mesa de Quintero (Mesa de Quintero)
3. Parroquia Río Negro (Río Negro)

## Política y gobierno

### Alcaldes
| Período     | Alcalde                     | Partido político / Alianza | % de votos | Notas |
| ----------- | --------------------------- | -------------------------- | ---------- | --- |
| 1989 - 1992 | Inocentes Rodríguez Carrero |                            | 65,44      | Primer alcalde bajo elecciones directas |
| 1992 - 1995 | Inocentes Rodríguez Carrero |                            | 69,30      | Reelecto |
| 1995 - 2000 | Rosmel Sánchez              |                            | -          | Segundo alcalde bajo elecciones directas (se realizaron elecciones generales adelantadas en el 2000 debido a la aprobación de la Constitución de 1999) |
| 2000 - 2004 | Rosmel Sánchez              |                            | 51,80      | Reelecto |
| 2004 - 2008 | Carlos Aly Guerrero         |                            | 60,67      | Tercer alcalde bajo elecciones directas |

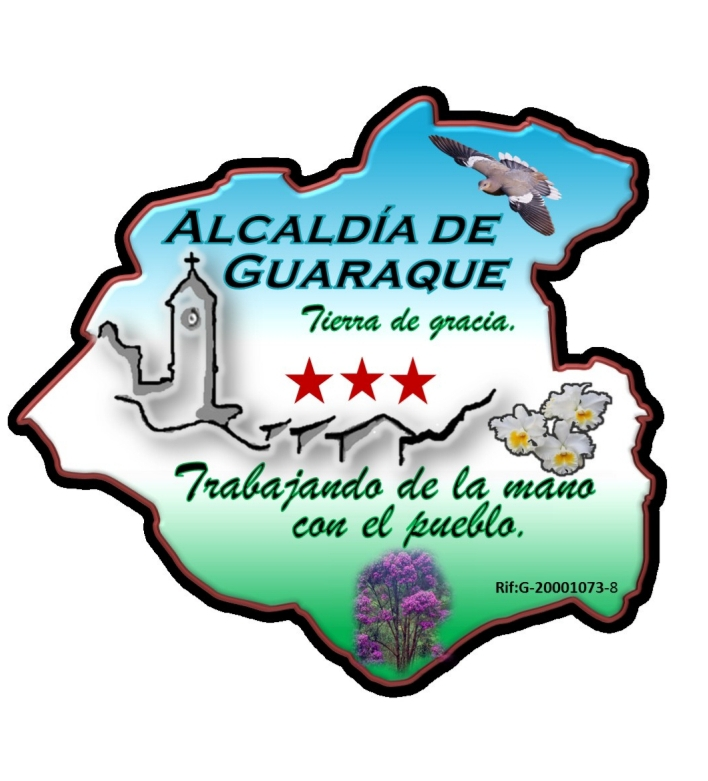
Logo de la Alcaldía 2021-2025.

| 2008 - 2013 | Carlos Aly Guerrero         |                            | 56,84      | Reelecto (se postergan 1 año las elecciones municipales pautadas para finales del 2012)                                                                |
| 2013 - 2017 | Félix Rosales               | PMI                        | 51,89      | Cuarto alcalde bajo elecciones directas |
| 2017 - 2021 | Rosmel Sánchez              |                            | 51,24      | Quinto alcalde bajo elecciones directas |
| 2021 - 2025 | Herlis Méndez               |                            | 50,97      | Sexto alcalde bajo elecciones directas |

### Concejo municipal
Período 1989 - 1992
| Concejales:         | Partido político / Alianza |
| ------------------- | -------------------------- |
| Rosmel Sánchez      | COPEI                      |
| Elis Marino Carrero | COPEI                      |
| Ramón Márquez       | COPEI                      |
| Cesar Posadas       | AD                         |
| Julio Carrero       | OPINA                      |

Período 1992 - 1995
| Concejales:         | Partido político / Alianza |
| ------------------- | -------------------------- |
| Elis Marino Carrero | COPEI                      |
| Ramon Márquez       | COPEI                      |
| Eliberto Contreras  | COPEI                      |
| Eugenio Carrero     | COPEI                      |
| Mustafá Costreras   | AD                         |

Período 1995 - 2000
| Concejales:             | Partido político / Alianza |
| ----------------------- | -------------------------- |
| Fernando Pernía         | COPEI                      |
| Hector Briceño          | COPEI                      |
| Angel Antonio Contreras | COPEI                      |
| José Carrero            | CONVERGENCIA               |
| Mustafá Contreras       | AD                         |

Período 2000 - 2005
| Concejales:             | Partido político / Alianza |
| ----------------------- | -------------------------- |
| Dionilde Moreno         | COPEI                      |
| Angel Antonio Contreras | COPEI                      |
| Iraida Contreras        | COPEI                      |
| Domingo Rujano          | MVR                        |
| Edecio Briceño          | MVR                        |

Período 2005 - 2013
| Concejales:        | Partido político / Alianza |
| ------------------ | -------------------------- |
| Alfonzo Roa        | MVR                        |
| Vicente Contreras  | MVR                        |
| Arturo Méndez      | MVR                        |
| José Luis Guerrero | MVR                        |
| Gerardo Sánchez    | MVR                        |

Período 2013 - 2018
| Concejales:        | Partido político / Alianza |
| ------------------ | -------------------------- |
| Manuel Rujano      | PSUV                       |
| Gerardo Sánchez    | PSUV                       |
| Gregorio Contreras | PSUV                       |
| Marilu Garcia      | PMI                        |
| Mustafá Contreras  | PMI                        |

Período 2018 - 2021:
| Concejales        | Partido político / Alianza |
| ----------------- | -------------------------- |
| Daniel Márquez    | COPEI                      |
| Celina López      | COPEI                      |
| Orangel Contreras | COPEI                      |
| Denis Maggiorani  | COPEI                      |
| René Ruiz         | PSUV                       |

Período 2021 - 2025:
| Concejales        | Partido político / Alianza |
| ----------------- | -------------------------- |
| Lilia Contreras   | MUD                        |
| Orangel Contreras | MUD                        |
| Edgar Rodríguez   | MUD                        |
| Ligia Márquez     | MUD                        |
| Cesar Rosales     | PSUV                       |